# Sapieżanka (stacja kolejowa)
Sapieżanka (ukr. Сапіжанка, ros. Сапежанка) – stacja kolejowa w miejscowości Sapieżanka, w rejonie lwowskim, w obwodzie lwowskim, na Ukrainie. Węzeł linii Lwów – Łuck – Kiwerce i Sapieżanka – Kowel.
Stacja istniała przed II wojną światową. 15 października 1922 Ukraińska Organizacja Wojskowa przeprowadziła na stacji udany zamach terrorystyczny na ukraińskiego polityka Sydira Twerdochliba.